# RKWard
RKWard — графічна оболонка і комплексне середовище для розробки мовою програмування R, призначеною для виконання статистичних обчислень. У RKWard поєднано потужність засобів мови R та простоту у користуванні, властиву комерційним пакункам статистичного програмного забезпечення.
Хоча програма може працювати у багатьох програмних середовищах, її розроблено та інтегровано із стільничним середовищем Плазми KDE.
Можливості RKWard:
- редактор даних у форматі електронної таблиціж
- підсвічування синтаксичних конструкцій мови програмування, згортання коду та його автоматичне доповнення;
- імпортування даних (зокрема даних SPSS, Stata та CSV);
- попередній перегляд графіків та журнал дій;
- засоби керування (встановлення та вилучення) пакунками R;
- засоби навігації робочим простором;
- графічні діалогові вікна для усіх типів статистичного аналізу та параметрів креслень.